# Schoutedenomyia macroptera
Schoutedenomyia macroptera är en tvåvingeart som först beskrevs av Krober 1929.  Schoutedenomyia macroptera ingår i släktet Schoutedenomyia och familjen stilettflugor.
Artens utbredningsområde är Moçambique. Inga underarter finns listade i Catalogue of Life.